# Sassolino

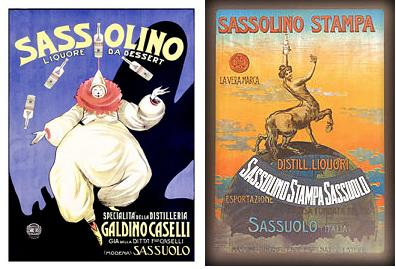
Publicité d'époque.

Le Sassolino est une liqueur à base d'anis étoilé produite dans la province de Modène.
La liqueur a une teneur en alcool de 40°et un goût typiquement anisé.

## Histoire
Le Sassolino apparaît en 1804, lorsqu'un Suisse nommé Bazzingher ainsi que quelques pharmaciens et droguistes du canton des Grisons décidèrent de s'installer à Sassuolo (d'où son nom), proche de Modène, où ils commencèrent la distillation de l'anis étoilé.
L'entreprise changea plusieurs fois de mains avant que la famille Stampa l'acquiert et, développe une production industrielle.

## Sources
- (it) Cet article est partiellement ou en totalité issu de l’article de Wikipédia en italien intitulé « Sassolino » (voir la liste des auteurs).